# Ethusa mascarone
Ethusa mascarone is een krabbensoort uit de familie van de Ethusidae. De wetenschappelijke naam van de soort is voor het eerst geldig gepubliceerd in 1785 door Herbst.